# Carbon
Carbon (tiếng Pháp carbone (/kaʁbɔn/)) là nguyên tố hóa học có ký hiệu là C và số nguyên tử bằng 6, nguyên tử khối bằng 12. Nó là một nguyên tố phi kim có hóa trị 4 phổ biến, carbon có nhiều dạng thù hình khác nhau, phổ biến nhất là 4 dạng thù hình gồm carbon vô định hình, graphite, kim cương và Q-carbon.
Các sợi carbon là tương tự như carbon thủy tinh. Dưới các xử lý đặc biệt (kéo giãn các sợi hữu cơ và carbon hóa) nó có khả năng sắp xếp các mặt tinh thể carbon theo hướng của sợi. Vuông góc với trục của sợi không có các mặt tinh thể carbon. Kết quả là các sợi có độ bền đặc biệt cao hơn cả thép.
Carbon tồn tại đa số trong mọi sự sống hữu cơ và nó là nền tảng của hóa hữu cơ. Phi kim này còn có thuộc tính hóa học đáng chú ý là có khả năng tự liên kết với nó và liên kết với một loạt các nguyên tố khác, tạo ra gần 10 triệu hợp chất đã biết. Khi liên kết với oxy nó tạo ra carbon dioxide là rất thiết yếu đối với sự sinh trưởng của thực vật. Khi liên kết với hydro, nó tạo ra một loạt các hợp chất gọi là các hydrocarbon là rất quan trọng đối với công nghiệp trong dạng của các nhiên liệu hóa thạch. Khi liên kết với cả oxy và hydro nó có thể tạo ra rất nhiều nhóm các hợp chất bao gồm các acid béo, là cần thiết cho sự sống, và ester, tạo ra hương vị của nhiều loại hoa quả.
Đồng vị carbon-14 được sử dụng trong xác định tuổi tuyệt đối cho các mẫu vật nguồn gốc sinh vật theo phương pháp định tuổi bằng đồng vị carbon, được ứng dụng trong khảo cổ học và nghiên cứu địa chất kỷ Đệ Tứ.

## Các thuộc tính đặc trưng

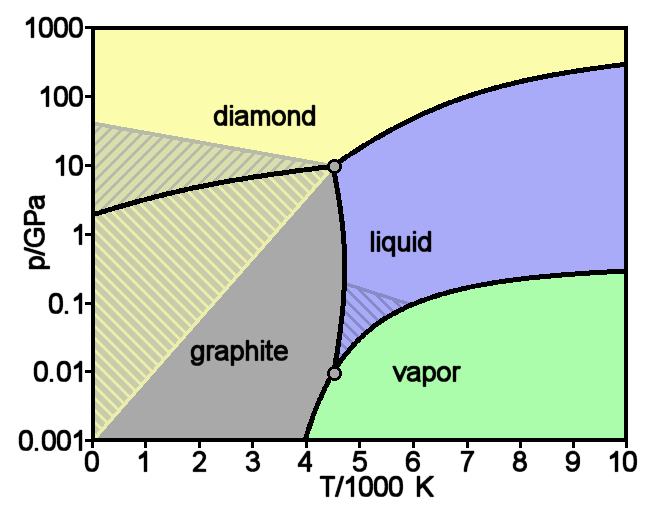
Biểu đồ pha cơ bản của carbon, chỉ ra trạng thái của vật chất đối với các mức nhiệt độ và áp suất. Phần gạch chéo là các điều kiện mà carbon có thể ở trạng thái đa ổn định, khi đó hai pha có thể cùng tồn tại

Carbon là nguyên tố đáng chú ý vì nhiều lý do. Các dạng khác nhau của nó bao gồm một trong những chất mềm nhất (graphit) và hai trong những chất cứng nhất (graphen và kim cương, hay fullerene -hợp chất rất cứng có thể nói là cứng nhất của carbon và các hợp chất khác) cũng như là chất bán dẫn tốt nhất, hơn cả silic. Ngoài ra, nó có ái lực lớn để tạo ra liên kết với các nguyên tử nhỏ khác, bao gồm cả các nguyên tử carbon khác, và kích thước nhỏ của nó làm cho nó có khả năng tạo ra liên kết phức tạp. Vì các thuộc tính này, carbon được biết đến như là nguyên tố có thể tạo ra cỡ 10 triệu loại hợp chất khác nhau, chiếm phần lớn trong các hợp chất hóa học. Các hợp chất của carbon tạo ra nền tảng cho mọi loại hình sự sống trên Trái Đất và chu trình carbon-nitơ dự trữ và tái cung cấp một số năng lượng được sản sinh từ Mặt Trời và các ngôi sao.
Carbon cũng có điểm thăng hoa cao nhất trong tất cả các nguyên tố. Trong điều kiện áp suất khí quyển nó không có điểm nóng chảy vì điểm ba trạng thái của nó ở tại 10,8 ± 0,2 MPa và 4.600 ± 300 K (~4.330 °C hay 7.820 °F), do đó nhiệt độ thăng hoa của nó trong trường hợp này vào khoảng 3.900 K.

### Các thù hình
Các thù hình của carbon là khác nhau về cấu trúc mạng nguyên tử mà các nguyên tử tinh khiết có thể tạo ra. Ba dạng được biết nhiều nhất là carbon vô định hình, graphit và kim cương. Một số thù hình kỳ dị khác cũng đã được tạo ra hay phát hiện ra, bao gồm các fullerene, carbon ống nano, lonsdaleit và q-carbon. Muội đèn bao gồm các bề mặt dạng graphit nhỏ. Các bề mặt này phân bổ ngẫu nhiên, vì thế cấu trúc tổng thể là đẳng hướng. Carbon thủy tinh là đẳng hướng và có tỷ lệ độ xốp cao. Không giống như graphit thông thường, các lớp graphit không xếp lên nhau giống như các trang sách, mà chúng có sự sắp xếp ngẫu nhiên.
Ở dạng vô định hình, carbon chủ yếu có cấu trúc tinh thể của graphit nhưng không liên kết lại trong dạng tinh thể lớn. Trái lại, chúng chủ yếu nằm ở dạng bột và là thành phần chính của than, muội, bồ hóng, nhọ nồi và than hoạt tính.
Ở áp suất bình thường carbon có dạng của graphit, trong đó mỗi nguyên tử liên kết với 3 nguyên tử khác trong mặt phẳng tạo ra các vòng lục giác, giống như các vòng trong các hydrocarbon thơm. Có hai dạng của graphit đã biết, là alpha (lục giác) và beta (rhombohedral), cả hai có các thuộc tính vật lý giống nhau, ngoại trừ về cấu trúc tinh thể. Các loại graphit có nguồn gốc tự nhiên có thể chứa tới 30% dạng beta, trong khi graphit tổng hợp chỉ có dạng alpha. Dạng alpha có thể chuyển thành dạng beta thông qua xử lý cơ học và dạng beta chuyển ngược thành dạng alpha khi bị nung nóng trên 1000 °C.
Vì sự phi tập trung hóa của các đám mây pi, graphit có tính dẫn điện. Vật liệu vì thế là mềm và các lớp, thường xuyên bị tách ra bởi các nguyên tử khác, được giữ cùng nhau chỉ bằng các lực van der Waals, vì thế chúng dễ dàng trượt trên nhau.
Ở áp suất cực kỳ cao các nguyên tử carbon tạo thành thù hình gọi là kim cương, trong đó mỗi nguyên tử được liên kết với 4 nguyên tử khác. Kim cương có cấu trúc lập phương như silic và germani và vì độ bền của các liên kết carbon-carbon, cùng với chất đẳng điện bor nitride (BN) là những chất cứng nhất trong việc chống lại sự mài mòn. Sự chuyển hóa thành graphit ở nhiệt độ phòng là rất chậm và khong thể nhận thấy. Dưới các điều kiện khác, carbon kết tinh như là Lonsdaleit, một dạng giống như kim cương nhưng có cấu trúc lục giác.
Các fulleren có cấu trúc giống như graphit, nhưng thay vì có cấu trúc lục giác thuần túy, chúng có thể chứa 5 (hay 7) nguyên tử carbon, nó uốn cong các lớp thành các dạng hình cầu, elip hay hình trụ. Các thuộc tính của các fulleren vẫn chưa được phân tích đầy đủ. Tất cả các tên gọi của các fulleren lấy theo tên gọi của Buckminster Fuller, nhà phát triển của kiến trúc mái vòm, nó bắt chước cấu trúc của các "buckyball".

### Sự phổ biến
Carbon là nguyên tố phổ biến thứ 4 trong vũ trụ về khối lượng sau hydro, heli, và oxy. Carbon có rất nhiều trong Mặt Trời, các ngôi sao, sao chổi và bầu khí quyển của phần lớn các hành tinh. Một số thiên thạch chứa các kim cương vi tinh thể, loại được hình thành khi hệ Mặt Trời vẫn còn là một đĩa tiền hành tinh. Các kim cương vi tinh thể này có thể đã được tạo ra bằng áp lực rất mạnh và nhiệt độ cao tại những nơi mà thiên thạch đó va chạm.
Có khoảng 10 triệu hợp chất khác nhau của carbon mà khoa học đã biết và hàng nghìn trong số đó là tối quan trọng cho các quá trình của sự sống và cho các phản ứng trên cơ sở hữu cơ rất quan trọng về kinh tế. Trong tổ hợp với các nguyên tố khác, carbon được tìm thấy trong bầu khí quyển Trái Đất và hòa tan trong mọi thực thể có chứa nước. Với một lượng nhỏ hơn của calci, magnesi và sắt, nó tạo ra thành phần chủ yếu của một lượng rất lớn đá carbonat (đá vôi, dolomit, đá cẩm thạch v.v.). Khi tổ hợp với hydro, carbon tạo thành than, dầu mỏ và khí tự nhiên, còn được gọi là các hydrocarbon.
Graphit được tìm thấy với một số lượng lớn ở các bang New York và Texas (Mỹ); Nga; México; Greenland và Ấn Độ.
Kim cương tự nhiên có trong khoáng chất kimberlit tìm thấy trong các "cổ" hay "ống" núi lửa cổ đại. Phần lớn các mỏ kim cương nằm ở châu Phi, chủ yếu là Nam Phi, Namibia, Botswana, Cộng hòa Congo và Sierra Leone. Cũng có các mỏ ở Arkansas, Canada, vùng Bắc cực nước Nga, Brasil và ở miền bắc và tây nước Úc.

### Đồng vị
Carbon có 2 đồng vị ổn định, có nguồn gốc tự nhiên: carbon-12, hay 12C, (98,89%) và carbon-13, hay 13C, (1,11%), Năm 1961, Liên đoàn Quốc tế về Hoá học Thuần túy và Ứng dụng (IUPAC) đã chấp nhận đồng vị carbon-12 làm cơ sở để đo khối lượng nguyên tử.
Một đồng vị không ổn định, cũng có nguồn gốc tự nhiên là đồng vị phóng xạ carbon-14 hay 14C. Đồng vị 14C phát sinh do sự tương tác của neutron 1n trong bức xạ vũ trụ với nitơ 14N trong khí quyển. Nó được thực vật hấp thụ bằng quá trình quang hợp như với mọi đồng vị carbon khác, và lan truyền vào mọi cơ thể sống theo chuỗi thức ăn. Khi sinh vật chết chúng lắng đọng trong các tầng đất, đặc biệt trong than bùn và các vật liệu hữu cơ khác. Đồng vị này phân rã bằng cách phát xạ hạt β− có năng lượng 0,158 MeV. Do chu kỳ bán rã có 5730 năm, 14C hầu như không có mặt trong các đá cổ, Sự phong phú của 14C trong khí quyển và trong các cơ thể sống là một hằng số, nhưng chúng sẽ giảm sau khi sinh vật đó chết đi, và tỷ số đồng vị 14C/12C nói lên quãng thời gian chết của chúng. Nguyên tắc này được sử dụng trong phương pháp định tuổi bằng đồng vị carbon cho mẫu vật, được Willard Libby phát minh năm 1949, và nay được sử dụng rộng rãi để xác định tuổi của các mẫu vật chứa carbon với giới hạn lên đến khoảng 60.000 năm và được ứng dụng chủ yếu trong khảo cổ học.
Tỷ số đồng vị 13C/12C trong trầm tích cổ được sử dụng để nghiên cứu cổ khí hậu (Paleoclimate). Nó dựa trên hiện tượng thực vật thực hiện quang hợp với 12C dễ hơn. Do đó những sinh vật phù du ở biển như benthic foraminifera khi phát triển mạnh thì làm lệch tỷ số đồng vị. Nếu các tầng nước đại dương không bị đối lưu pha trộn, thì sự lệch tỷ số này xảy ra trong thời gian dài, và dấu hiệu này được lưu giữ trong các tầng trầm tích biển. (Lynch-Stieglitz et al., 1995)
Tổng số đồng vị carbon là 15, từ 8C đến 22C, trong đó 12 đồng vị là nhân tạo. Đồng vị có tuổi ngắn nhất là 8C, nó phân rã theo bức xạ proton và phân rã alpha, có chu kỳ bán rã là 1,98739x10−21 s. Đồng vị kích thích 19C thể hiện tính chất của một hạt nhân halo, tức là bán kính của nó có thể lớn hơn đáng kể so với bán kính dự đoán nếu hạt nhân nguyên tử là một khối hình cầu có tỷ trọng không đổi.

### Hình thành trong các ngôi sao
Carbon đã không được tạo ra trong Vụ Nổ Lớn vì thiếu các yếu tố cần thiết cho sự va chạm ba của các hạt alpha (hạt nhân heli) để sản xuất nó. Vũ trụ đầu tiên được mở rộng ra và bị làm nguội quá nhanh để điều này có thể xảy ra. Tuy nhiên, nó được sản xuất trong tâm của các ngôi sao trong nhánh ngang, ở đó các ngôi sao chuyển hóa nhân heli thành carbon bằng các cách thức của quy trình ba-alpha. Nó cũng đã được tạo ra trong các trạng thái nguyên tử phức tạp.

### Chu trình carbon

Sơ đồ chu trình carbon.

Trong các điều kiện trên Trái Đất, sự chuyển biến từ một nguyên tố này thành một nguyên tố khác là rất hiếm. Dù vậy, hàm lượng carbon trên Trái Đất là không đổi. Do đó, các quá trình sử dụng carbon phải tiêu thụ nó ở một nơi và thải ra ở một nơi khác. Những cách mà carbon di chuyển trong môi trường tạo thành một chu trình gọi là chu trình carbon. Một phần của sinh khối này được động vật tiêu thụ, trong khi một lượng carbon được động vật thải ra ở dạng carbon dioxide. Chu trình carbon được xem là phức tạp hơn vòng tuần hoàn ngắn này; ví dụ như carbon dioxide bị hòa tan trong các đại dương; thực vật chất hoặc xác động vật có thể hình thành nên dầu mỏ hoặc than, nếu đốt chúng sẽ thải ra carbon.

## Ứng dụng
Carbon là các thành phần thiết yếu cho mọi sự sống đã biết, và không có nó thì sự sống mà chúng ta đã biết không thể tồn tại (Xem Sự sống phi carbon). Việc sử dụng kinh tế chủ yếu của carbon là trong dạng các hydrocarbon, chủ yếu là các nhiên liệu hóa thạch như than, khí methan và dầu mỏ (xăng dầu). Dầu mỏ được sử dụng trong công nghiệp hóa dầu để sản xuất ra các sản phẩm như xăng và dầu hỏa, thông qua các quy trình chưng cất trong lọc dầu. Dầu mỏ cũng là nguồn nguyên liệu cho nhiều chất hữu cơ tổng hợp khác, rất nhiều trong số chúng gọi chung là các chất dẻo (plastic).

### Các ứng dụng khác
- Đồng vị Carbon-14 được phát hiện vào ngày 27 tháng 2 năm 1940 và được sử dụng trong định tuổi bằng đồng vị phóng xạ.
- Một số các thiết bị phát hiện sử dụng một lượng nhỏ đồng vị phóng xạ của carbon làm nguồn bức xạ ion hóa (Phần lớn các thiết bị như thế sử dụng đồng vị của Americi)
- Graphit kết hợp với đất sét để tạo ra 'chì' sử dụng trong các loại bút chì.
- Kim cương được sử dụng vào mục đích trang sức hay trong các mũi khoan và các ứng dụng khác đòi hỏi độ cứng cao của nó.
- Carbon được thêm vào quặng sắt để sản xuất gang và thép.
- Carbon dưới dạng than chì được sử dụng như là các thanh điều tiết neutron trong các lò phản ứng hạt nhân.
- Graphit carbon trong dạng bột, bánh được sử dụng như là than để đun nấu, bột màu trong mỹ thuật và các sử dụng khác.
- Than hoạt tính được sử dụng trong y tế trong dạng bột hay viên thuốc để hấp thụ các chất độc từ hệ thống tiêu hóa hay trong các thiết bị thở.

Các thuộc tính hóa học và cấu trúc của các fulleren, trong dạng các ống nano carbon, có ứng dụng đầy hứa hẹn trong các lĩnh vực mới phát sinh của công nghệ nano.

## Lịch sử
Ít ai nghĩ sợi carbon (Carbon fiber – CF) được sáng chế vào năm 1879 bởi Thomas Edison và được coi là loại sợi tổng hợp cổ nhất của loài người, lại có giá trị lớn lao đến thế đối với sự phát triển khoa học kỹ thuật hiện đại. Ban đầu, nhà phát minh này đã sử dụng sợi carbon làm dây tóc của bóng đèn. Mặc dù lúc đó sợi carbon không giống như sợi carbon ngày nay, nhưng chúng lại có sức chịu đựng đáng kể với nhiệt độ, điều này khiến cho sợi carbon trở thành ý tưởng không tồi cho các loại sợi dẫn điện.
Edison chế tạo sợi carbon dựa trên chất cellulose gồm có cotton hoặc tre, hoàn toàn không giống như sợi carbon ngày nay làm từ dầu mỏ. Sự carbon hóa được tiến hành từ việc đốt cháy các sợi tre ở nhiệt độ cao trong môi trường tiêu chuẩn dưới sự kiểm soát chặt chẽ. Thomas Edison đã mất 40 giờ đốt cháy liên tục vật chất trên nhằm loại bỏ oxy, nitơ, hydro và chỉ giữ lại carbon để tạo ra những sợi carbon đầu tiên trên thế giới. Phương pháp chế tạo trên được gọi là "nhiệt phân" và vẫn được dùng trong thời đại ngày nay. Kết quả là những sợi tre được "carbon hóa" có khả năng chịu lửa và nhiệt độ cao – điều kiện cần thiết cho sự cháy sáng của dây tóc bóng đèn.
Về sau, đến tận những năm 1950 khả năng kéo giãn của sợi carbon mới được khám phá. Người đầu tiên được cho là tạo ra sợi carbon ngày nay có tên là Rayon. Ngày nay, sợi carbon hiện đại được sản xuất bởi một vật liệu có tên là polyacrylonitrile (PAN), đây cũng là nguyên liệu được sử dụng để sản xuất hầu hết khối lượng sợi carbon hiện tại.

## Sản xuất

### Than chì
Các mỏ than chì tự nhiên có giá trị thương mại xuất hiện nhiều nơi trên thế giới, nhưng các nguồn quan trọng nhất có giá trị kinh tế tập trung ở Trung Quốc, Ấn Độ, Brazil và Triều Tiên. Các mỏ than chì có nguồn gốc biến chất, được tìm thấy cùng với thạch anh, mica và feldspar trong các đá phiến, gneiss và cát kết và đá vôi bị biến chất ở dạng thấu kính hoặc mạch, đôi khi có bề dày một mét hoặc lớn hơn. Các mỏ than chì ở Borrowdale, Cumberland, Anh đầu tiên có kích thước và độ tinh khiết (cho đến thế kỷ XIX) đủ để làm các cây bút chì bằng cách đơn giản là cưa chúng thành các que và lấp vỏ gỗ vào. Ngày nay, các mỏ than chì nhỏ hơn được khai thác bằng cách nghiền đá gốc và dùng phương pháp tuyển nổi để lấy than chì nhẹ hơn nổi trên mặt.
Có ba loại than chì tự nhiên gồm: vô định hình, than chì lớp, và mạch. Than chì vô định hình có chất lượng thấp và phổ biến nhất. Khác với khoa học, trong công nghiệp "vô định hình" ở đây đê cập đến kích thước tinh thể rất nhỏ thay vì không có một cấu trúc tinh thể rõ ràng. Dạng vô định hình được sử dụng cho các sản phẩm than chì có giá trị thấp và là than chì có giá thấp nhất. Một lượng lớn các mỏ than chì vô định hình được phát hiện ở Trung Quốc, châu Âu, Mexico và Hoa Kỳ.
Than chì Flake ít phổ biến hơn và có chất lượng cao hơn dạng vô định hình; nó có mặt ở dạng các tấm tách biệt được kết tinh trong đá biến chất. Than chì Flake có thể đắt gấp 4 lần dạng vô định hình. Flake chất lượng tốt có thể được xử lý thành than chì có thể giãn nở được dùng cho nhiều mục đích khác nhau như chất chống cháy. Các mỏ quan trọng nhất của dạng này được tìm thấy ở Áo, Brazil, Canada, Trung Quốc, Đức và Madagascar. Than chì dạng mạch là hiếm nhất, có giá trị nhất, và là loại than chì tự nhiên có chất lượng cao nhất. Nó xuất hiện ở các dạng mạch dọch theo các nơi tiếp xúc với đá xâm nhập, và loại thương mại được khai thác chỉ có tại Sri Lanka.
Theo USGS, sản lượng than chì tự nhiên trên thế giới là 1,1 triệu tấn năm 2010, trong đó Trung Quốc là 800.00 tấn, Ấn Độ 130.000 tấn, Brazil 76.000 tấn, Triều Tiên 30.000 tấn và Canada 25.000 tấn. Than chì không có nguồn gốc tự nhiên đã được khai thác ở Hoa Kỳ, nhưng 118.000 tấn than chì tổng hợp có giá trị khoảng 998 triệu USD đã được sản xuất năm 2009.

## Các hợp chất

### Hợp chất vô cơ
Các hợp chất chứa carbon phổ biến liên quan đến các khoáng vật hoặc không chứa hydro hoặc fluor được xem là một nhóm các hợp chất vô cơ riêng biệt; tuy nhiên định nghĩa này là không cứng nhắc. Oxide nổi tiếng nhất của carbon là carbon dioxide, CO2. Nó là thành phần nhỏ của Khí quyển Trái Đất, được sử dụng và sản sinh ra bởi các thực thể sống, và nó có mặt ở mọi nơi. Trong nước nó tạo thành một lượng nhỏ acid carbonic, H2CO3, nhưng giống như phần lớn các hợp chất với nhiều liên kết của các đơn nguyên tử oxy trên một nguyên tử carbon duy nhất là không bền. Thông qua trung gian này, các ion carbonat ổn định hơn được tạo ra. Một số khoáng chất quan trọng là các carbonat, nổi tiếng nhất là calcit. Carbon disulfide, CS2, là tương tự.
Các oxide khác là carbon monoxide, CO và carbon suboxide không phổ biến lắm, C3O2. Carbon monoxide được tạo ra do sự cháy không hết, và nó là chất khí không màu, không mùi. Các phân tử đều có liên kết ba và là phân cực thật sự, kết quả là chúng có xu hướng liên kết vĩnh cửu với các phân tử hemoglobin, vì thế khí này là một khí rất độc. Cyanide, CN-, có cấu trúc tương tự và có các tính chất rất giống với các ion halide; nitride cyanogen, (CN)2, là tương tự. Ví dụ, nó có thể tạo thành phân tử cyanogen nitrit (CN)2), tương tự như halide 2 nguyên tử. Cá oxide không phổ biến khác như carbon suboxide (C
3O
2), dicarbon monoxide không bền (C2O), carbon trioxide (CO3), cyclopentanepenton (C5O5) cyclohexanehexon (C6O6), và mellitic anhydride (C12O9).
Khi phản ứng với các kim loại như wolfram, carbon tạo thành các carbide (C4–), hoặc acetylide (C2−
2) từ đó tạo ra các hợp kim có nhiệt độ nóng chảy cao. các anion này cũng kết hợp với methan và acetylen, cả hai đều là các acid rất yếu. Với độ âm điện 2,5, carbon tạo nên các liên kết cộng hóa trị. Một vài carbide có các ô mạng cộng hóa trị, giống như Carborunđum (SiC), có cấu trúc tương tự kim cương.

### Hợp chất với kim loại
Với các kim loại mạnh carbon tạo ra hoặc là các carbide, C-, hoặc các acetylide, C22-; các ion này có liên quan với methan và acetylen, cả hai đều là các acid rất yếu. Trên tất cả, với độ điện âm 2,55, carbon có xu hướng tạo ra các liên kết cộng hóa trị. Một số carbide là các lưới cộng hóa trị, giống như carborundum, SiC, là chất giống với kim cương.

### Mạch carbon
Các hydrocarbon là một mạch của các nguyên tử carbon, được bão hòa bởi các nguyên tử hydro. Các loại xăng dầu có mạch carbon ngắn. Các chất béo có mạch carbon dài hơn, và các loại sáp có mạch carbon cực dài.

## Cảnh báo
Carbon tương đối an toàn. Tuy nhiên, việc hít thở vào một lượng khói lớn chứa thuần túy bồ hóng có thể gây nguy hiểm. Carbon có thể bắt lửa ở nhiệt độ cao và cháy rất mãnh liệt (như trong vụ cháy Windscale).
Có nhiều hợp chất của carbon là những chất độc chết người như các (cyanide, CN-), hay carbon monoxide, CO và một số các chất có nguồn gốc tự nhiên hay tổng hợp khác.

## Điều chế
Cách để điều chế carbon là dùng kim loại mạnh là nhôm hoặc magnesi để khử một hợp chất oxide carbon bất kì thành carbon. Ví dụ:
2Al + 3CO → Al2O3 + 3C
2Mg + CO2 → 2MgO + C
Sau đó cho hỗn hợp vào một dung dịch acid (không có tính oxy hóa mạnh) như HCl, H2SO4 loãng để hòa tan Al2O3 hoặc MgO, còn lại carbon không tan, ta lọc carbon ra khỏi dung dịch.
Ngoài ra có thể điều chế carbon theo các phương trình sau nhưng hiệu suất không cao do khí hydro rất dễ bay lên:
CO + H2 ↔ C + H2O (Nhiệt độ khoảng 1050 độ C)
CO + 3H2 → CH4↑ + H2O (Chất xúc tác: Nickel, 250 độ C)
CO2 + 4H2 → CH4↑ + 2H2O (Xúc tác, nhiệt độ cao, áp suất cao)
CH4 → C + 2H2↑ (Nhiệt độ trên 1000 độ C)